# Bořivoj Voborný
Bořivoj Voborný (* 7. listopadu 1938 Ivančice, Československo) je bývalý československý fotbalový záložník, mládežnický reprezentant Československa.

## Hráčská kariéra
Patří mezi nejslavnější fotbalisty v ivančické historii, platil za technického středního útočníka, který uměl hrát i ze středu pole. Za ivančické muže nastupoval už jako dorostenec, ještě v dorosteneckém věku také stihl přestoupit z Ivančic do Zbrojovky Brno. Později narukoval do Komety, ale jeho slibně se rozjíždějící kariéru výrazně ovlivnilo těžké zranění z jara 1960. V utkání se Slavií na jaře 1960 utrpěl dvojitou frakturu nohy a po dalších komplikacích následovaly ještě 2 operace. Do první ligy se "Borek" vrátil až po čtyřech letech a do bývalé formy se už nedostal.
Byl vyhlášený svou skvělou míčovou technikou, kterou získal dlouhodobým tréninkem. Odmalička totiž stále chodil s tenisákem u nohy - do školy, na nákup, všude. Další jeho předností byla skvělá fyzická kondice.
Velký vliv na jeho vývoj měl legendární hráč a trenér Josef Bican, který roku 1957 vedl Spartak ZJŠ Brno a podle něhož se snažil trénovat i hrát. Zúčastnil se fotbalového zájezdu na Dálný východ, do Sovětského svazu, Číny, Vietnamu a Severní Koreje.
V roce 1966 se vrátil do Ivančic, kde předával své bohaté zkušenosti mladším. Měl velký podíl na návratu mužstva Ivančic do Krajského přeboru v roce 1970. Narodil se v Ivančicích, kde žije a pracuje dodnes.

## Prvoligová bilance
| Ročník                                   | Zápasy | Góly | Klub                |
| ---------------------------------------- | ------ | ---- | ------------------- |
| 1. československá fotbalová liga 1958/59 | 25     | 4    | TJ Rudá hvězda Brno |
| 1. československá fotbalová liga 1959/60 | 16     | 0    | TJ Rudá hvězda Brno |
| 1. československá fotbalová liga 1964/65 | 12     | 0    | TJ Spartak ZJŠ Brno |
| 1. československá fotbalová liga 1965/66 | 1      | 0    | TJ Spartak ZJŠ Brno |
| CELKEM 1. LIGA                           | 54     | 4    |                     |